# 니콜라이 오스트롭스키

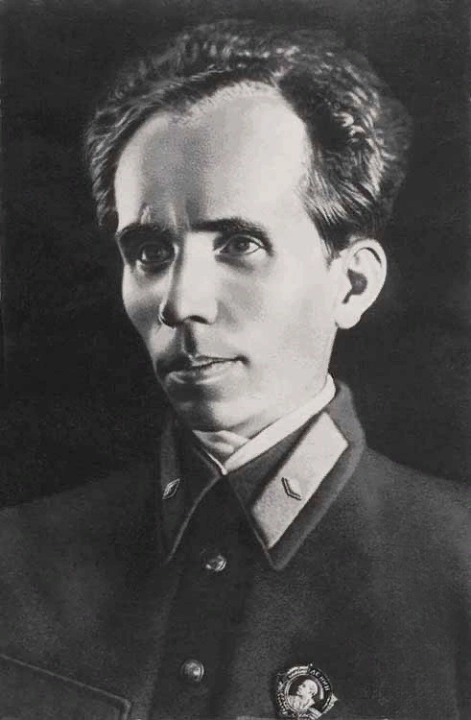

니콜라이 오스트롭스키(러시아어: Николай Алексеевич Островский, 1904년 9월 29일 ~ 1936년 12월 22일)는 소련의 소설가이다.

## 전기
러시아 제국 볼히니아현(현재의 우크라이나 리우네주) 빌리야 마을의 가난한 노동자의 집안에서 태어나 초등학교를 겨우 마친 후, 기차역 식당의 급사 등으로 일했다. 러시아 내전 시대에는 14세에 당 운동에 참가, 이듬해에는 유명한 부존누이의 제1기병군단에 들어갔으나 부상을 입고 제대하여 고참 볼셰비키 당원으로서의 활동에 종사했다. 그러나 이 상처가 도져 1924년 악성 관절염에 걸렸고 이어서 실명하면서 전신 불수가 되었다.
이와 같은 상황에서 그는 자살에 관하여 생각하게 되나 자신의 짧은 여생을 사회적으로 의의가 있는 소설을 쓰는 데에 바치기로 결심, 막심한 고생 가운데 자신을 주인공으로 해서, 한 청년이 어떻게 하여 굳은 신념을 갖는 공산당원으로 성장하는가를 썼다. 자전 소설 <강철은 어떻게 단련되었는가>가 바로 그것이다. 이 한 작품으로 그는 소비에트 작가동맹의 회원이 되었고, 35년에는 레닌 훈장을 받았다. 이어서 독일군 점령하의 우크라이나에서의 노동자들의 투쟁을 그린 제2작 <폭풍 속에 살아 가는 자>의 집필에 착수했으나 제1부를 완성시켰을 뿐 요독증으로 짧은 일생을 마쳤다.